# اچ‌ام‌بی‌اس باهاما (پی-۶۰)
اچ‌ام‌بی‌اس باهاما (پی-۶۰) (به انگلیسی: HMBS Bahamas (P-60)) یک کشتی است که طول آن ۶۰٫۴ متر (۱۹۸ فوت) می‌باشد. این کشتی در سال ۱۹۹۹ ساخته شد.